# Pena (Lauteninstrument)
Pena, auch tingtelia, ist eine einsaitige, mit dem Bogen gestrichene Spießlaute, die in der Volksmusik des nordostindischen Bundesstaates Manipur zur Lied- und Tanzbegleitung verwendet wird. Neben der Trommel pung prägt die pena die Musik des klassischen Manipuri-Tanzstils. Sänger tragen epische Erzählungen vor und begleiten sich auf der pena. Das Jahrhunderte alte, hoch angesehene Streichinstrument wurde und wird in den traditionellen vorkolonialen Religionen Manipurs in der rituellen Musik eingesetzt.

## Herkunft und Verbreitung
In der altindischen Literatur finden sich möglicherweise seit dem 7. Jahrhundert Hinweise auf Streichinstrumente. Die frühesten Abbildungen von Streichinstrumenten sind nach Ansicht von Bigamudre Chaitanya Deva (1977) auf Steinreliefs an indischen Tempeln des 10. Jahrhunderts in Zentralindien zu sehen. In Westindien enthalten Tempelreliefs Abbildungen der kastenförmigen sarangi, während in Bishnupur in Westbengalen der runde, nach innen geschwungene Korpus der sarinda auftaucht. Eine Spekulation über die Verbreitung der indischen Streichinstrumente geht von einem Ursprung bei den Mongolen aus, die im 12. Jahrhundert Fiedeln mit Pferdehaarsaiten und -bögen aus ihrer nomadischen Kultur mitbrachten. Damit ergäbe sich eine Beziehung von der chinesischen erhu bis zur ugandischen endingidi.
Sarangi und sarinda werden hauptsächlich in der klassischen nordindischen Musik gespielt. Das altindische Sanskrit-Wort vina für Saiteninstrumente bezeichnete ursprünglich Bogenharfen, erst im Mittelalter Lauteninstrumente und Stabzithern. Die beinahe landesweit vorhandenen, einfachen Streichinstrumente mit ein bis drei Saiten, die aus einer Kokosschale oder einem ausgehöhlten Holzstück als Korpus und einem geraden Saitenträgerstab zusammengesetzt sind, bilden eine eigene, zur Volksmusik gehörende Gruppe. Sprachverwandt mit Sanskrit vina (auch bin) über bengalisch bina sind außer der pena die in Bangladesch gespielte bana und die dreisaitige banam in Odisha.
Zu den konstruktiv einfachsten und damit wohl ältesten Spießgeigen Südasiens gehört die einsaitige urni mit einem Kokosnussresonator in der nepalesischen Tiefebene Terai. Die kingri ist ein in dieser Gruppe typisches dreisaitiges Streichinstrument mit einem rechteckigen Resonanzkörper, das mit einem geraden Holzbogen gestrichen wird. Die Pardhans in Andhra Pradesh, eine Musikerkaste, deren Mitglieder von den Gonds zur Unterhaltung und für religiöse Feiern engagiert werden, spielen die kingri und außerdem das Doppelrohrblattinstrument pepre, die gebogene Langtrompete kalokom (allgemein shringa) und die Fasstrommel dhol. In Madhya Pradesh heißt die dreisaitige Schalenspießlaute, mit der Pardhans epische Gesänge begleiten bana. Die ravanahattha (auch Ravana hasta vina) von Gujarat und Rajasthan stellt ein mögliches Bindeglied zwischen den einfachen Fiedeln der Volksmusik und der komplexeren sarangi dar. Ihr Korpus besteht wie bei der pena aus einer Kokosnusshalbschale und einem hineingesteckten Bambusstab als Saitenträger. Zu den zwei Melodiesaiten (eine aus Stahl, die andere aus Pferdehaar) kommen etwa ein Dutzend Resonanzsaiten. Weiter nach Osten kommen mehrere gestrichene Spießgeigen mit Kokosnussresonatoren vor: unter anderem die zweisaitige yehu in China und ihre Abkömmlinge, die sor u in Zentralthailand und die tro u in Kambodscha sowie die rebab, das führende Melodieinstrument im javanischen Gamelan. Wie die mutmaßlich seit dem 12. Jahrhundert im zentralen Myanmar vorhandenen Spießlauten tayaw (birmanisch für „Streichinstrument“) aussahen, ist nicht bekannt.
In China sind neben Schalenspießgeigen vor allem zweisaitige Röhrenspießgeigen mit einem röhrenförmigen Resonator wie bei der erhu verbreitet. Charakteristisch für diesen Typ sind hinterständige Wirbel und ein zwischen den beiden Saiten hindurchgeführter Streichbogen. In der Himalayaregion sind hiervon die in der tibetischen Volksmusik gespielte zweisaitige piwang und die entsprechende chiwang in Bhutan abgeleitet.

## Bauform

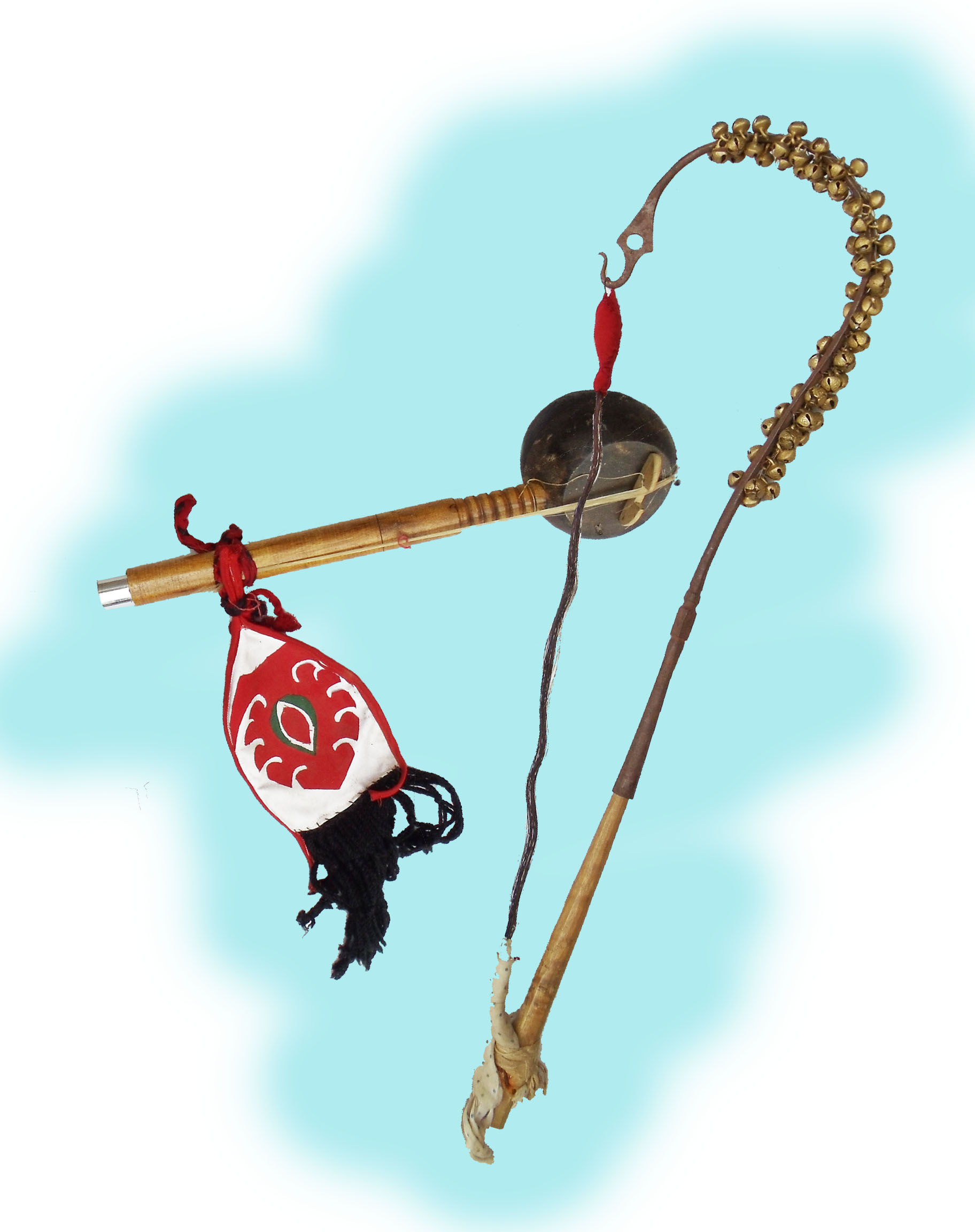
Pena mit Streichbogen

Die pena gehört wie die einsaitige gezupfte ektara zu den prinzipiell einfach herzustellenden Lauteninstrumenten, bei denen ein Saitenträgerstab durch zwei gegenüberliegende Löcher eines Resonanzkörpers gesteckt wird. Der Saitenträger (Meitei: pena cheijing) besteht aus einem Bambusrohr von 2,5 bis 3 Zentimetern Durchmesser, das etwa 30 Zentimeter aus der als Resonanzkörper (penamasa) dienenden Kokoshalbschale mit etwa zehn Zentimetern Durchmesser herausragt. Bei aufwendigeren Instrumenten wird der Saitenträger aus einem Holzstab gefertigt, der auf einem Drittel seiner Länge mit gedrechselten Kerben verziert ist und mit dem auf diese Weise leicht verjüngten Ende in der Kokosschale steckt. Über die Öffnung der Kokosschale wird eine Membran aus einer Tierhaut geklebt. Außer den beiden Löchern, die zur Aufnahme des Saitenträgers dienen, gibt es an der Unterseite ein kleines Schallloch, das offen bleibt. Das ferne Ende des Stabes kann durch ein kreisförmig aufwärts gebogenes und spitz zulaufendes Holzstück gestaltet sein.
Die Saite besteht meist aus Pferdehaar, daneben werden auch die Fasern einer Sago-ähnlichen Pflanze verwendet. Vom Befestigungspunkt am unteren Austrittsende des Saitenträgers verläuft die Saite über einen mittig auf der Membran aufgesetzten Steg bis zu einem seitenständigen hölzernen wirbel. Anstelle eines Sattels begrenzt eine kurz vor dem Wirbel um den Stab gebundene Schnur die effektive Länge der Saite. Der Streichbogen ist mit 76 Zentimetern Gesamtlänge, einem Holz- oder Bambusstab am Griffende und einem angesetzten, halbkreisförmig gebogenen Metallrohr deutlich größer als das Instrument. An der asymmetrischen Krümmung des Rohrs sind beidseitig Dutzende Messingglöckchen befestigt. Der Spieler hält die pena ähnlich wie die indische Violine mit dem Resonanzkörper gegen die linke Armbeuge nach vorn und nach unten. Mit den Fingern der linken Hand drückt er die Saite auf den Stab, den Bogen führt er in der zur Faust geballten Rechten.

## Spielweise
Die pena wird bei Begräbnissen, Hochzeiten und in der rituellen Musik der traditionellen Meitei-Religion eingesetzt, in der unter den zahlreichen Göttern besonders der männliche Gott Sannamahi und die Göttin Leimarel in vielen Haushalten verehrt werden. Das an den früheren Königshöfen bei offiziellen Anlässen und zur Anrufung der Götter gespielte Instrument ist so stark mit der alten Religion verbunden, dass es keinen Eingang in die Zeremonien des heute überwiegend praktizierten vishnuitischen Hinduismus finden konnte. Pena-Spieler waren früher zugleich Heiler und dem Instrument selbst wurden magische Fähigkeiten zugeschrieben. Heute wird die höfische Musiktradition bei Kulturveranstaltungen vor dem Vergessen bewahrt.
Das hohe Ansehen der pena blieb auch dank ihres Einsatzes bei den Manipuri-Tänzen bis heute erhalten. Manipuri ist der Oberbegriff für fünf Tanzformen (rasa) in Manipur, in denen es um die rituelle Verbindung mit dem Vollmond geht. Im Ras lila werden der hinduistische Gott Krishna, seine Geliebte Radha und ihre begleitenden Kuhhirtinnen (Gopis) verehrt. Es gibt Solo-, Doppel- und Gruppentänze, die von beiden Geschlechtern aufgeführt werden. Nach der obligaten Anrufung an die Götter folgt eine Szene mit mehreren pung-Spielern und Tänzern (nata sankirtana). Dies bildet den Auftakt für die gesungene Anrufung (sankirtana) und eine Reihe von Liedern (padavali). In den rasas wechseln sich erzählende (nritya) mit rhythmischen (nritta) Abschnitten ab. Bei den nritta spielen die Tänzer die doppelkonische Röhrentrommel pung mit der pena zusammen. Die Tänze sind rhythmusbetont; als weitere Melodieinstrumente können neben der pena eine Flöte, ein Schneckenhorn, eine Naturtrompete, die bengalische Streichlaute esraj und als Borduninstrument eine tanpura hinzukommen.
Ein traditionelles Ensemble kann aus einer pena, einer Bambusquerflöte (banshi), einer Trommel (pung) und einem Schneckenhorn (shankha) bestehen.
Volkslieder werden in Manipur nach ihrem Verwendungszweck und ihrer Gefühlsstimmung in Arbeitslieder, die bei Aussaat, Ernte und Fischfang gesungen werden (khullong ishei), Liebeslieder mit erotischen Anspielungen (lai haraoba ishei), Klagelieder, religiöse Lieder, Hochzeitslieder (nat) und Kinderlieder eingeteilt. Pena ishej („Lied mit pena“) bezeichnet Lieder, die mit der pena begleitet werden. Ihr Thema sind die epischen Erzählungen Khamba Thoibi Seireng, des Dichters Hijam Anganghal, die vom Prinzen Khamba und der Prinzessin Thoibi aus Moirang (Stadt im Süden Manipurs) handeln. Ein Sänger, der selbst pena spielt, kleidet die Erzählungen in poetische Verse. Ebenfalls auf die Art der Begleitung beziehen sich die khuba ishei: Anstelle der sonst als Taktgeber üblichen Zimbeln (karthal, mandira) begleiten sich die Sänger oder Sängerinnen mit Händeklatschen.
Die Nagas von Manipur nennen dieselbe Fiedel tingtelia. Eine ethnische Untergruppe der Nagas sind die Tangkhul-Sprecher, die sich auch Hao nennen und im östlichen Distrikt Ukhrul, der an Myanmar grenzt, leben. Der aus dieser Region stammende Rewben Mashangva (* 1961) gilt als bedeutendster Musiker und Erneuerer der Hao-Volksmusiktradition. Er verbesserte die Spieltechniken auf der tingtelia und passte die Tonintervalle an die westliche Notation an, sodass er die Fiedel zusammen mit akustischen und elektrischen Gitarren und mit der Mundharmonika verwenden kann. Des Weiteren spielen er und seine Begleitmusiker die längsgeblasene Bambusflöte yankahui und schlagen neben anderen Perkussionsinstrumenten mit einem Schlägel ein Yak-Horn. Rewben Mashangva wird der Vater des heutigen Naga Folk Blues genannt, seine Inspirationen bezieht er aus der eigenen Volksmusik, dem  amerikanischen Blues und von Bob Dylan.